# Gaspar Berze
Compléments
Berze fut un très proche collaborateur de saint François-Xavier
Gaspar Berze (ou Gaspar Barzée, Barzeu, ou encore Barzaeus), né en 1515 à Goes, en Zélande (actuellement aux Pays-Bas) et décédé le 18 octobre 1553 à Goa (Inde), était un prêtre jésuite néerlandais, missionnaire en Inde et proche collaborateur de Saint François-Xavier.

## Jeunesse et vie itinérante
De famille zélandaise modeste, Gaspar arrive à 20 ans en 1535 à l'université de Louvain, d’où il sort déjà bachelier ès arts le 28 mars 1536.  Il s’engage alors dans l’armée de Charles Quint. Avec le large contingent flamand de 12 000 hommes, il suit Charles Quint en Italie et France dans sa campagne militaire contre François Ier.  La vie militaire le déçoit et une recherche de vie spirituelle plus profonde le conduit dans les montagnes de Montserrat (Espagne) où il vit quelque temps comme ermite. Il n'y trouve pas ce qu'il cherche. Il entre alors au service du trésorier de la cour au Portugal. Il y rencontre Simon Rodrigues, un des premiers jésuites et compagnons d'Ignace de Loyola. Au contact de Simon Rodrigues, il trouve sa voie et devient jésuite.

## Jésuite en Europe et en Inde
Barze entre au noviciat de Coimbra le 20 avril 1546. Comme il a déjà son diplôme universitaire et a continué à étudier en privé, il est approuvé pour le sacerdoce et est ordonné prêtre le 24 décembre 1546. Pendant deux ans, il visite villes et villages portugais : sa prédication a du succès. Mais, à sa grande joie, il est désigné pour partir en Inde. Avec cinq compagnons jésuites il quitte Lisbonne pour Goa le 9 novembre 1548. Le voyage est mouvementé ; l’accueil chaleureux reçu de la part de François Xavier, à leur arrivée à Goa, n’en est que plus apprécié. Bien que rapidement apprécié comme prédicateur à Goa, Barze est envoyé par François Xavier à Ormuz pour venir en aide à la petite communauté de chrétiens qui s’y trouve.

## À Ormuz
Barze est à Ormuz de 1549 à 1551. Il y accomplit un travail difficile mais passionnant. Sa personnalité attire musulmans et hindous : des conversions ont lieu. Il est écouté du roi local. Berze voudrait entrer en Perse ou Arabie profonde mais Xavier ne le permet pas. C’est trop risqué. Après trois ans, il est rappelé à Goa car Xavier souhaite l’envoyer au Japon où les perspectives missionnaires sont prometteuses. 

## Recteur et vice-provincial à Goa
Cependant, une crise sérieuse au collège Saint-Paul de Goa, un collège repris par François Xavier pour y former des candidats indigènes au sacerdoce, fait que le recteur en est renvoyé et Gaspar Berze est nommé à sa place. En 1552, sur le point de repartir pour l’Extrême-Orient, Xavier nomme Berze vice-provincial à Goa et lui laisse des instructions précises sur la manière de gouverner. Berze introduit la musique occidentale au collège en y nommant un maître de chœur ; les offices liturgiques en sont rehaussés. Il rétablit au collège ses orientations d’origine, c’est-à-dire davantage tourné vers les populations locales que vers les colons portugais. Apostoliquement, il est infatigable, quadrillant la ville avec l’aide de ses confréries d’hommes et de femmes. Il en tombe malade. Mais il a donné une impulsion à la ville de Goa.

## Décès
Berze meurt à Goa le 18 octobre 1553, alors que la nouvelle de la mort de François Xavier, à Sancian le 3 décembre 1552 vient d’y parvenir. Il faudra encore un an pour que la double nouvelle parvienne à Ignace de Loyola, qui dans l’intervalle, lui avait écrit une lettre lui demandant à se préparer à se rendre en Éthiopie.
Gaspar Berze était le collaborateur le plus proche de François Xavier et, après lui, le missionnaire le plus important de l’Inde portugaise du XVIe siècle.

## Écrits
- De nombreuses lettres de Gaspar Berze sont publiées dans les Documenta Indica, volumes 70 et 72 des MHSI.